# 五体面

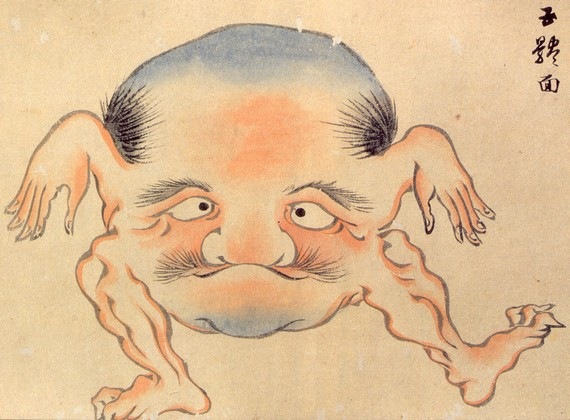
尾田郷澄『百鬼夜行絵巻』より「五体面」

五体面（ごたいめん）は、『百鬼夜行絵巻』などに描かれている日本の妖怪。江戸時代に製作された妖怪絵巻に描かれている妖怪で、人間の頭に手足がついたような姿をしている。絵巻には名前と絵があるのみで解説文は一切なく、詳細は不明である。
『ばけ物つくし帖』には五体面と同じ妖怪が描かれており、「下国の人」という名前が記されている。また、絵巻物『百物語化絵絵巻』にもおなじデザインの妖怪が描かれていることが確認でき、名称の一定はないものの絵巻物に描かれる妖怪としてある程度広く描き継がれていたことがうかがえる。五体面という名前の「五体」とは頭、両手、両足のことを指していると見られている。

## 平成以降の解説
水木しげるは、著書において腹出しの仲間ではないかと解説している。腹出しの図版として佐藤有文の著作に掲載されている古書に描かれた妖怪は人間の頭部から手足が生えた姿をしており、五体面とは似た形をしている。
妖怪研究家・多田克己は、絵では蟹股の足で横に這うように歩いており、「蟹の横這い」とは物事が本筋からずれていく様子を指す慣用句でもあることから、そのように物事の邪魔をする妖怪であり、世間体を意味する「体面」（たいめん）との言葉遊びで描かれた妖怪画ではないかとの解釈を示している。